# Patrões Fora (2.ª temporada)
A segunda temporada de Patrões Fora foi exibida na SIC de 13 de março a 22 de maio de 2021.
Conta com João Baião, Maria João Abreu, José Raposo, Natalina José, Noémia Costa, Carlos Areia, Tiago Aldeia e Sofia Arruda no elenco principal.

## Elenco

### Elenco principal
| Ator/Atriz       | Personagem                 |
| ---------------- | -------------------------- |
| João Baião       | Maria Odete Barata         |
| Maria João Abreu | Palmira Barata Silva       |
| José Raposo      | António José «Tozé» Barata |
| Natalina José    | Emília «Milita» Barata     |
| Noémia Costa     | Benvinda dos Anjos         |
| Carlos Areia     | Norberto Silva             |
| Tiago Aldeia     | Nelo Barata                |
| Sofia Arruda     | Cindy Costa                |

### Artistas convidados
| Artista       | Personagem |
| ------------- | ---------- |
| João Baptista | Ele mesmo  |
| Padre Borga   | Ele mesmo  |

### Elenco adicional
| Ator/Atriz          | Personagem              |
| ------------------- | ----------------------- |
| Nuno Pinheiro       | Agente Afonso Henriques |
| —                   | Romeu                   |
| Susana Cacela       | Vicência Barata         |
| Helena Laureano     | Tuxa                    |
| João Baião          | Óscar Barata            |
| Nuno Pinheiro       | Inspetor Agente Farelos |
| Gonçalo de Oliveira | Ele mesmo               |
| Joana França        | Vitória Stephenie       |
| Sara Norte          | Regina Vasinho          |
| Luís Aleluia        | Ernesto                 |

## Episódios
| # | ## | Título                                            | Escrito por                                        | Exibição original   | Cód. de produção | Audiências (em milhões) |
| --- | -- | ------------------------------------------------- | -------------------------------------------------- | ------------------- | ---------------- | ----------------------- |
| 9 | 1  | "Patrões Fora, Trafulhice a Toda a Hora"          | Vera Sacramento, Roberto Pereira e Sérgio Henrique | 13 de março de 2021 | 201              | 0.68                    |
| A temperatura vai subir! Os Barata voltaram e o clima vai aquecer. Ausentes: Maria João Abreu como Palmira e José Raposo como Tozé Artista Convidado: João Baptista como ele mesmo Adicional: Nuno Pinheiro como Agente Afonso Henriques |    |                                                   |                                                    |                     |                  |                         |
| 10 | 2  | "Patrões Fora, Siga a Música Sem Demora"          | Vera Sacramento, Roberto Pereira e Sérgio Henrique | 20 de março de 2021 | 202              | 0.74                    |
| A família Barata voltou a arranjar novos negócios e a emaranhar-se em mais mentiras. O Padre Borga e a irmã Vicência também fizeram parte desta confusão! Artista Convidado: Padre Borga como ele mesmo Adicional: Susana Cacela como Vicência e ?? como Romeu |    |                                                   |                                                    |                     |                  |                         |
| 11 | 3  | "Patrões Fora, Odete Tramada a Toda a Hora"       | Vera Sacramento, Roberto Pereira e Sérgio Henrique | 27 de março de 2021 | 203              | 0.71                    |
| O casamento de Odete e Tozé pode estar em risco depois da família Barata receber em casa a visita inesperada de Tuxa, a mãe de Cindy. Adicional: Helena Laureano como Tuxa |    |                                                   |                                                    |                     |                  |                         |
| 12 | 4  | "Patrões Fora, e Não é Que Vai Tudo Preso Agora?" | Vera Sacramento, Roberto Pereira e Sérgio Henrique | 10 de abril de 2021 | 205              | 0.81                    |
| Os Patrões estão Fora mas a chegada do irmão de Odete vai pôr tudo e todos em alvoroço. E para ajudar à festa, a avó Milita ficou numa cadeira de rodas. Adicional: João Baião como Óscar e Nuno Pinheiro como Inspetor Agente Farelos |    |                                                   |                                                    |                     |                  |                         |
| 13 | 5  | "Patrões Fora, Até os Mortos Ressuscitam Agora"   | Vera Sacramento, Roberto Pereira e Sérgio Henrique | 17 de abril de 2021 | 206              | 1.62                    |
| Um acidente fatal envolve Odete num crime, com consequências inesperadas. Como é que este drama vai acabar? Quem irá correr o risco de ir para a prisão? Odete, Benvinda ou Palmira? Adicional: Gonçalo de Oliveira como ele mesmo |    |                                                   |                                                    |                     |                  |                         |
| 14 | 6  | "Patrões Fora, Livramo-nos de Boa Agora"          | Vera Sacramento, Roberto Pereira e Sérgio Henrique | 24 de abril de 2021 | 207              | 1.10                    |
| Na véspera do 25 de abril, Cindy faz anos e descobre que pode estar grávida. Será que a família Barata vai crescer? Adicional: Joana França como Vitória Stephenie |    |                                                   |                                                    |                     |                  |                         |
| 15 | 7  | "Patrões Fora, Vamos Para Bebidorme Agora"        | Vera Sacramento, Roberto Pereira e Sérgio Henrique | 1 de maio de 2021   | 208              | 0.97                    |
| Os Barata são despedidos, há uma empregada nova na Casa Feliz e um plano em marcha para lhe trocar as voltas. E o impossível acontece: Odete e Benvinda unem forças. Adicional: Sara Norte como Regina |    |                                                   |                                                    |                     |                  |                         |
| 16 | 8  | "Patrões Fora, Somos Campeões Agora"              | Vera Sacramento, Roberto Pereira e Sérgio Henrique | 22 de maio de 2021  | 209              | 0.81                    |
| O sonho aconteceu. Nelo vai jogar a partida que pode levar o Morteirense a subir de divisão. A família Barata não podia estar mais orgulhosa do seu 'menino de ouro'. A cusca da vizinha não gosta de perder nem a feijões e vale tudo para conseguir que o Barata Júnior passe para o lado dos ranhadenses. Será que Benvinda vai conseguir conquistar a carteira de Nelo? Adicional: Luís Aleluia como Ernesto Nota: Último episódio com a participação de Maria João Abreu como Palmira e José Raposo como Tozé |    |                                                   |                                                    |                     |                  |                         |